# 第40屆金酸莓獎
第40屆金酸莓獎（英語：40th Golden Raspberry Awards）是頒發給2019年表現最差的電影工作者的奖项。入圍名單於2020年2月8日公佈。這是繼奧斯卡頒獎典禮之後舉行的第二次典禮，摒棄了在奧斯卡頒獎典禮前夕宣布獲獎者的傳統。這也將代表著該儀式的首次電視轉播。正值2019冠状病毒病疫情的影響，該儀式原本將如期舉行，但隨後又取消。赛果于3月16日在金酸莓奖YouTube官方频道公布。

## 入圍及得獎名單

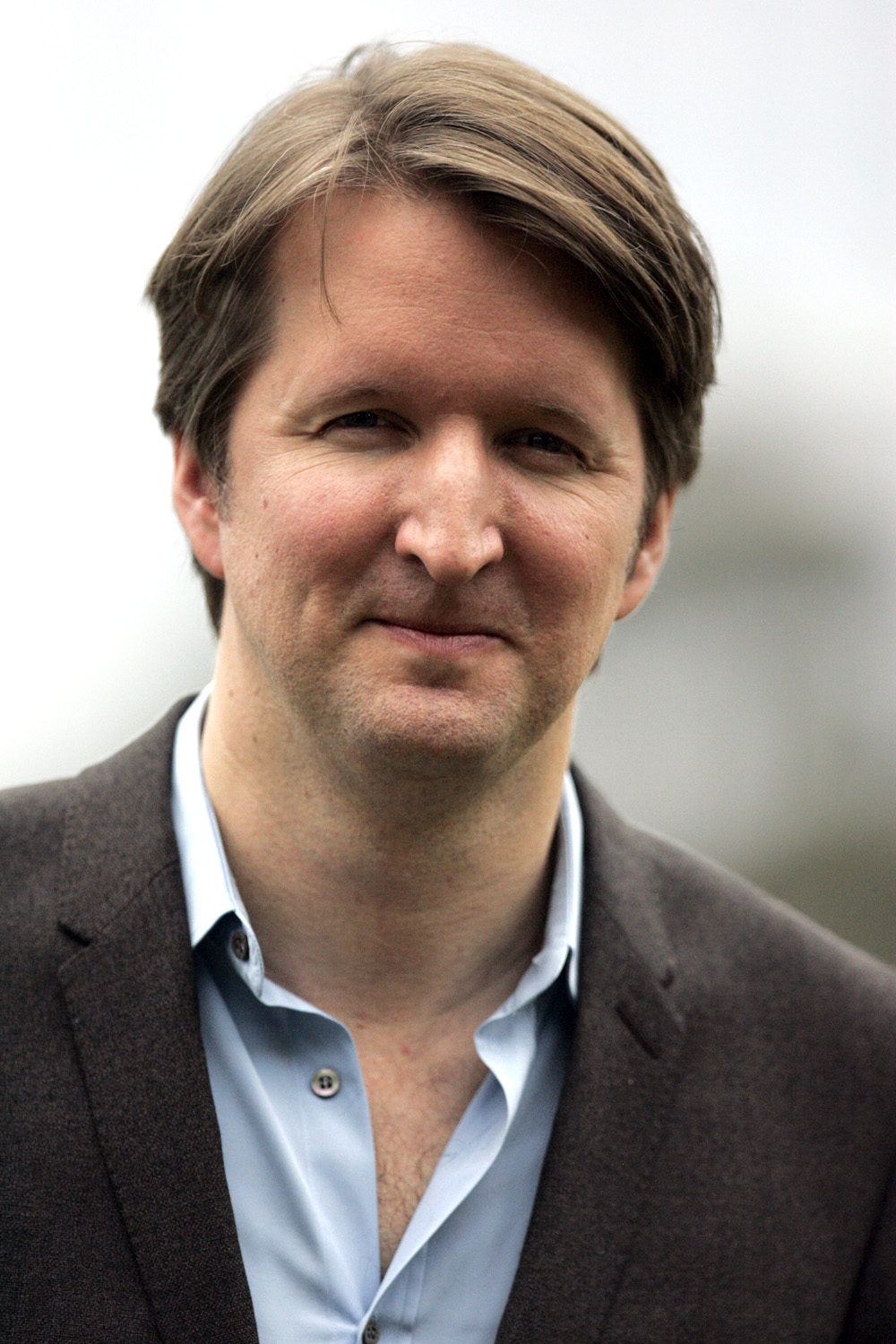
汤姆·霍伯，最差導演得主和最差电影和最差劇本共同得主。

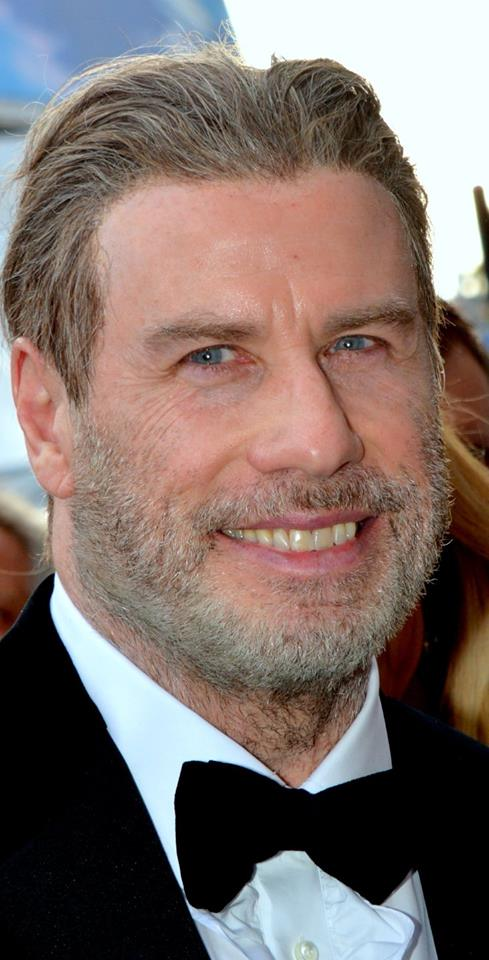
约翰·特拉沃尔塔，最差男主角得主。

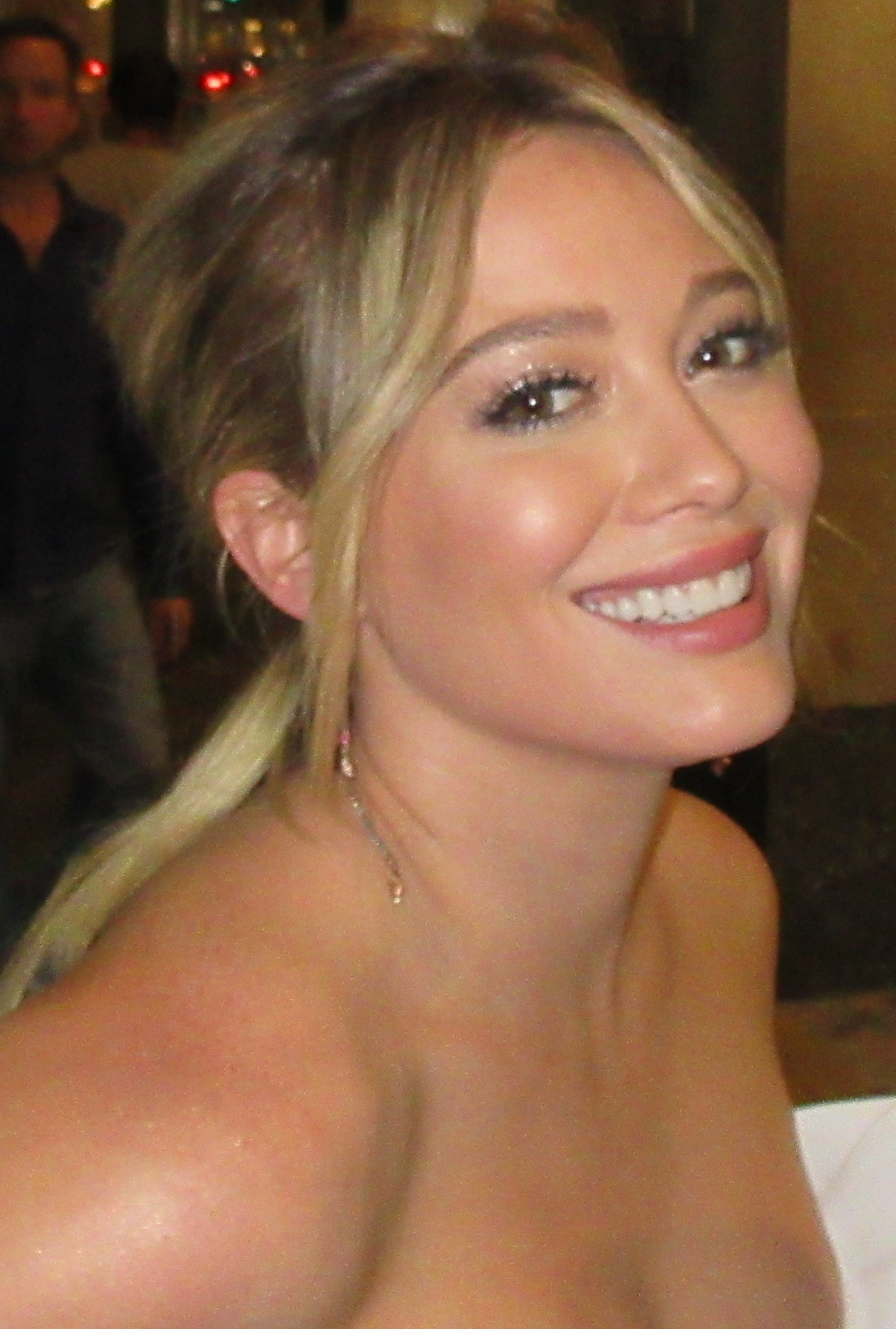
希拉里·达夫，最差女主角得主。

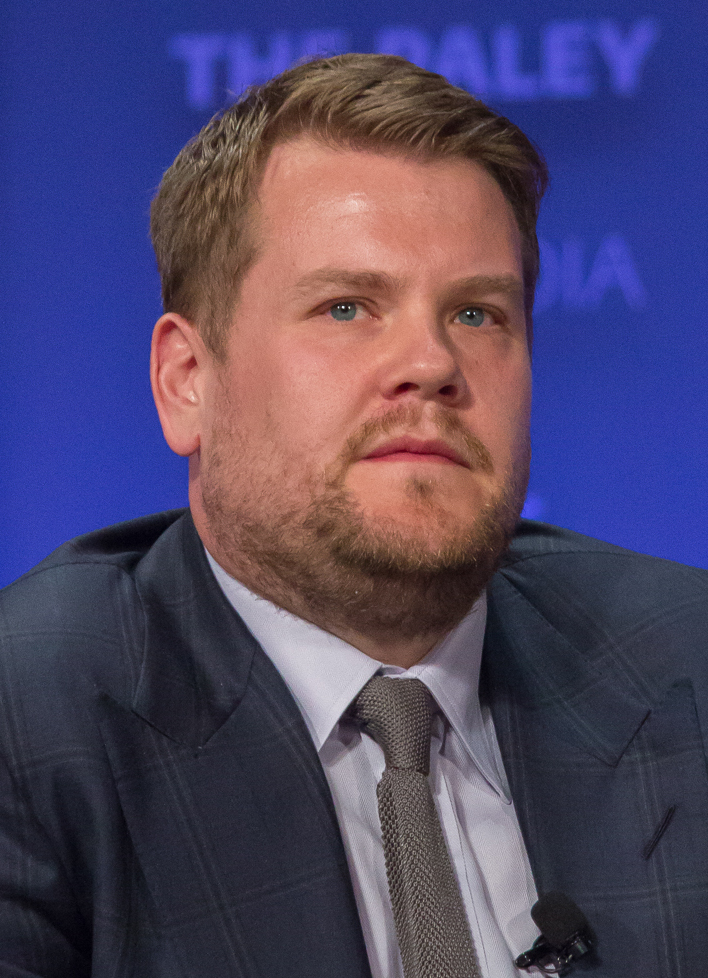
詹姆斯·柯登，最差男配角得主。

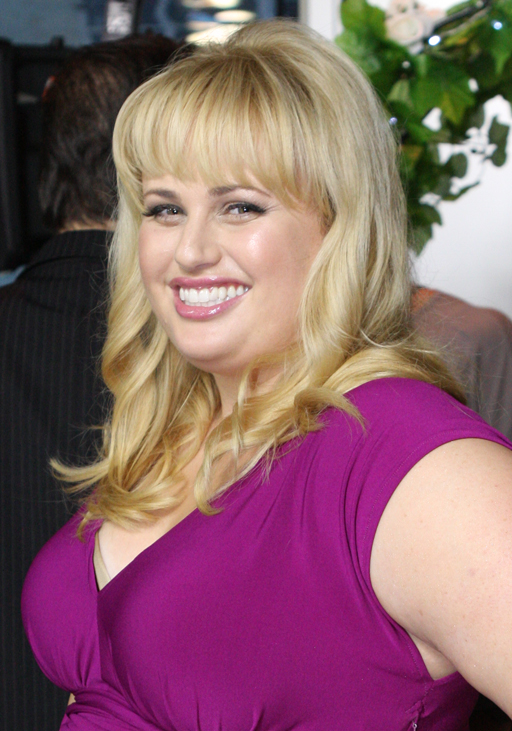
瑞贝尔·威尔森，最差女配角得主。

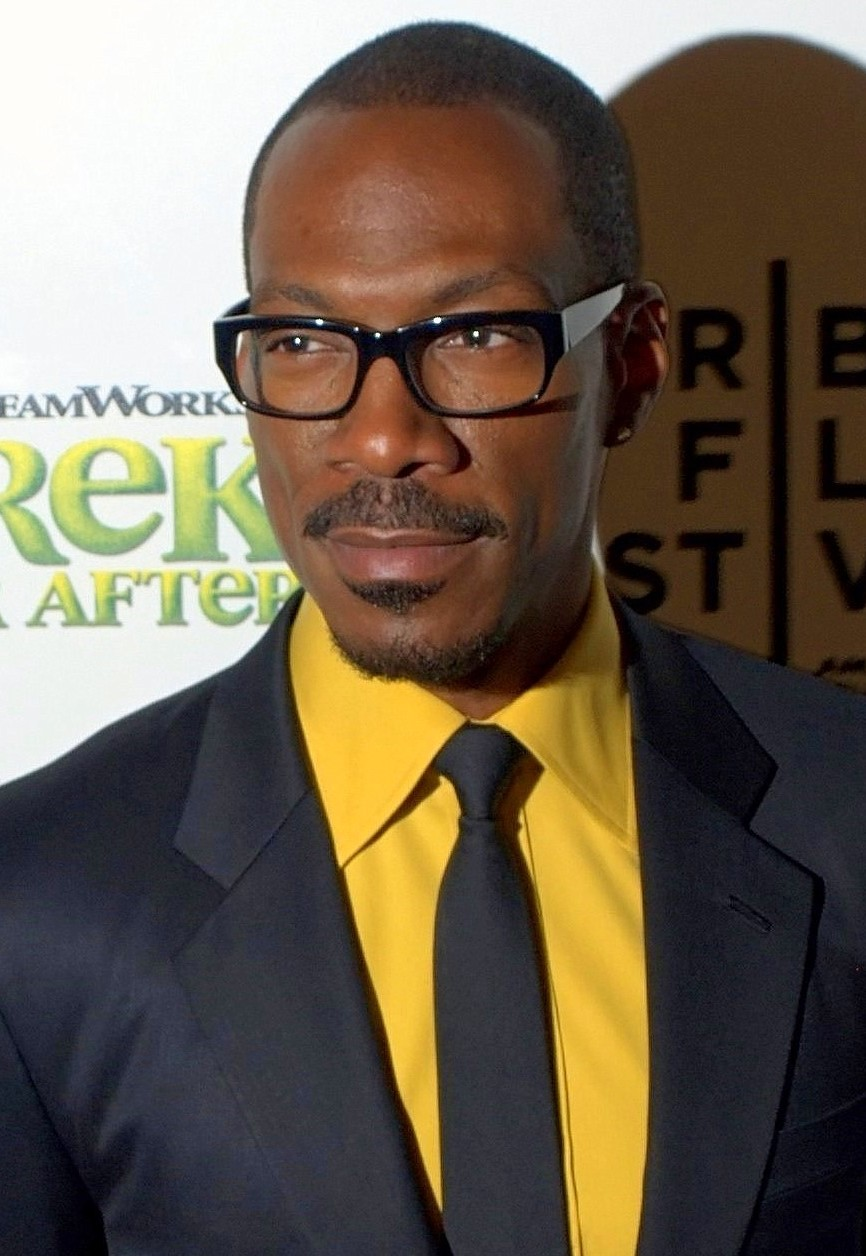
艾迪·墨菲，最佳贖莓獎得主。

| 最差电影 - 《CATS貓》 - 《頭號粉絲》 - 《好萊塢殺人事件：曼森血案》 - 《黑瘋婆子的葬禮》 - 《藍波：最後一滴血》 | 最差导演 - 汤姆·霍伯－《CATS貓》 - 弗里德·德斯特－《頭號粉絲》 - 詹姆斯·法蘭科－《夢斷好萊塢》 - 阿德里安·格魯伯格－《藍波：最後一滴血》 - 尼爾·馬歇爾－《地獄怪客：血后的崛起》               |
| 最差男主角 - 约翰·特拉沃尔塔－《頭號粉絲》和《競速傳奇》 - 詹姆斯·法蘭科－《夢斷好萊塢》 - 大衛·哈伯－《地獄怪客：血后的崛起》 - 马修·麦康纳－《驚濤佈局》 - 席維斯·史特龍－《藍波：最後一滴血》                                           | 最差女主角 - 希拉里·达夫－《好萊塢殺人事件：曼森血案》 - 安妮·海瑟薇－《詐騙女神》和《驚濤佈局》 - 泰勒·派瑞－《黑瘋婆子的葬禮》 - 瑞贝尔·威尔森－《詐騙女神》 - 法蘭契絲卡·海沃德－《CATS貓》 |
| 最差男配角 - 詹姆斯·柯登－《CATS貓》 - 泰勒·派瑞－《黑瘋婆子的葬禮》（Joe） - 泰勒·派瑞－《黑瘋婆子的葬禮》（Uncle Heathrow） - 塞斯·羅根－《夢斷好萊塢》 - 布鲁斯·威利斯－《異裂》                                                        | 最差女配角 - 瑞贝尔·威尔森－《CATS貓》 - 杰西卡·查斯坦－《X戰警：黑鳳凰》 - 卡茜·黛維斯－《黑瘋婆子的葬禮》 - 茱蒂·丹契－《CATS貓》 - 芬妮莎·皮內達－《藍波：最後一滴血》                      |
| 最差搭檔 - 任何兩個半貓／半人－《CATS貓》 - 杰森·德鲁罗和他CGI消除的「凸起」－《CATS貓》 - 泰勒·派瑞和泰勒·派瑞（或泰勒·派瑞）－《黑瘋婆子的葬禮》 - 席維斯·史特龍和他虛弱的憤怒－《藍波：最後一滴血》 - 约翰·特拉沃尔塔和他接下的所有劇本 | 最差前傳、重拍、惡搞及續集電影 - 《藍波：最後一滴血》 - 《X戰警：黑鳳凰》 - 《哥吉拉 II 怪獸之王》 - 《地獄怪客：血后的崛起》 - 《黑瘋婆子的葬禮》                                             |
| 最差劇本 - 《CATS貓》 - 《好萊塢殺人事件：曼森血案》 - 《地獄怪客：血后的崛起》 - 《藍波：最後一滴血》 - 《黑瘋婆子的葬禮》 | 最佳贖莓獎 - 艾迪·墨菲－《我叫多麥特》 - 珍妮弗·洛佩兹－《舞孃騙很大》 - 基努·里维斯－《捍衛任務3：全面開戰》和《玩具總動員4》 - 亞當·山德勒－《原钻》 - 威爾·史密斯－《阿拉丁》               |
| 最無顧人類生命和公共財產後果的電影 - 《藍波：最後一滴血》 - 《高壓制裁》 - 《好萊塢殺人事件：曼森血案》 - 《地獄怪客：血后的崛起》 - 《小丑》                                                                                              | |

## 電影多項提名
| 提名數 | 作品                     |
| ------ | ------------------------ |
| 9      | 《CATS貓》               |
| 8      | 《藍波：最後一滴血》     |
| 8      | 《黑瘋婆子的葬禮》       |
| 5      | 《地獄怪客：血后的崛起》 |
| 4      | 《難以忘懷的莎朗·蒂》    |
| 3      | 《狂熱粉絲》             |
| 3      | 《夢斷好萊塢》           |
| 2      | 《X戰警：黑鳳凰》        |
| 2      | 《詐騙女神》             |
| 2      | 《驚濤佈局》             |

## 电影多项获奖
| 获奖数 | 作品                 |
| ------ | -------------------- |
| 6      | 《CATS貓》           |
| 2      | 《藍波：最後一滴血》 |

## 外部連結
- 官方网站